# Río Chicama
El río Chicama es un río de la vertiente del Pacífico localizado en la costa central de la Región La Libertad, en el Perú.
El río Chicama nace en las alturas de las minas de Callacuyán con el nombre de río Perejil, nombre que mantiene hasta la localidad de Coina, punto a partir del cual toma el nombre de río Grande o Alto Chicama a partir de la hacienda el Tambo, nombre con el cual desemboca en el océano Pacífico.

## Cuenca
La cuenca del río Chicama se encuentra ubicada en el norte peruano abarcando una extensión de 4517.7 kilómetros cuadrados. Geográficamente la cuenca del río Chicama limita por el sur con la cuenca del río Moche y la quebrada de río Seco, por el norte con la cuenca del río Jequetepeque, por el este con la quebrada del río Marañón y por el oeste con el océano Pacífico.
Altitudinalmente se extiende desde el nivel del mar hasta la línea de cumbres que constituye la divisoria de aguas entre esta cuenca y la del río Marañón y cuyo punto más alto corresponde a la señal Cerro Tuanga a 4.297 m s. n. m.